# Alexandra Walsh
Alexandra Jane "Alex" Walsh, född 31 juli 2001 i Nashville, är en amerikansk simmare. Hennes yngre syster Gretchen Walsh är också simmare.

## Karriär
I juni 2022 VM i Budapest tog Walsh tre guldmedaljer. Individuellt tog hon guld på 200 meter medley. Walsh var även en del av USA:s kapplag och erhöll guld på både 4×200 meter frisim och 4×100 meter medley efter att simmat försöksheatet i båda grenarna, där USA sedermera tog medaljer.
I december 2022 vid kortbane-VM i Melbourne tog Walsh sex medaljer. Individuellt tog hon silver på 200 meter medley. Walsh var även en del av USA:s kapplag som tog brons och noterade ett nytt amerikanskt rekord på 4×200 meter frisim. Hon erhöll även guld på 4×50 meter frisim, 4×100 meter medley och 4×50 meter mixed medley samt silver på 4×50 meter medley efter att ha simmat försöksheaten i samtliga grenar, där USA sedermera tog medaljer i finalerna.